# Ammertenspitz
L'Ammertenspitz (2.613 m s.l.m.) è una montagna dell'Oberland bernese in Svizzera.

## Caratteristiche
La vetta è raggiungibile a sud dall'altopiano dell'Engstligenalp, con un percorso di circa 8 km e un dislivello di circa 1300 metri (da Unter dem Birg), e a nord dallo storico valico di Hahnenmoos (dislivello di 600 metri per 3 km di percorso), antica via di collegamento tra Adelboden e Lenk e in seguito sede di un impianto turistico di risalita.
La via da Hahnenmoos lungo la parete nord è accessibile per mezzo di una ferrata, la Aeugi-Lowa, accessibile in estate e autunno e sviluppata a metà degli anni novanta (1997) lungo la ripida parete rocciosa, sino ad allora poco agibile per l'alta friabilità delle conformazioni e il percorso in alcuni tratti esposto.
La salita dalla parete sud, invece, attraversa una scoscesa morena ed è affrontabile più facilmente, pur se più impegnativa a causa del notevole dislivello. Il percorso più affrontato è pertanto Hahnenmoos-Ammertenspitz-Engstligenalp.
Essendo una delle prime vette del massiccio, dalla sommità si presenta un'ampia vista aperta sul Wildstrubel, sulla Simmental, sulla valle di Adelboden e il pianoro di Engstligenalp.

## Galleria d'immagini

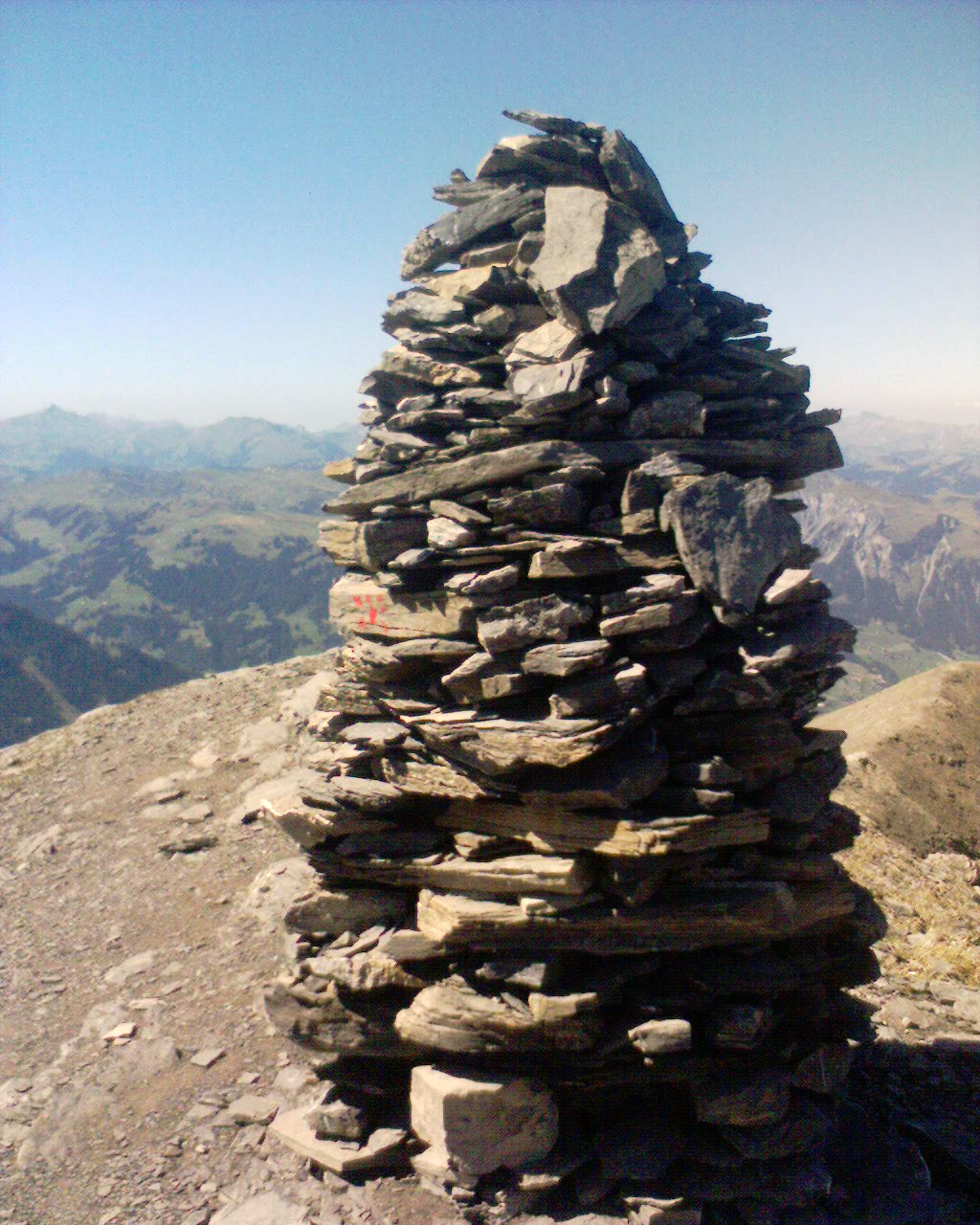
La piccola piramide di rocce (ometto) posta sulla vetta dell'Ammertenspitz
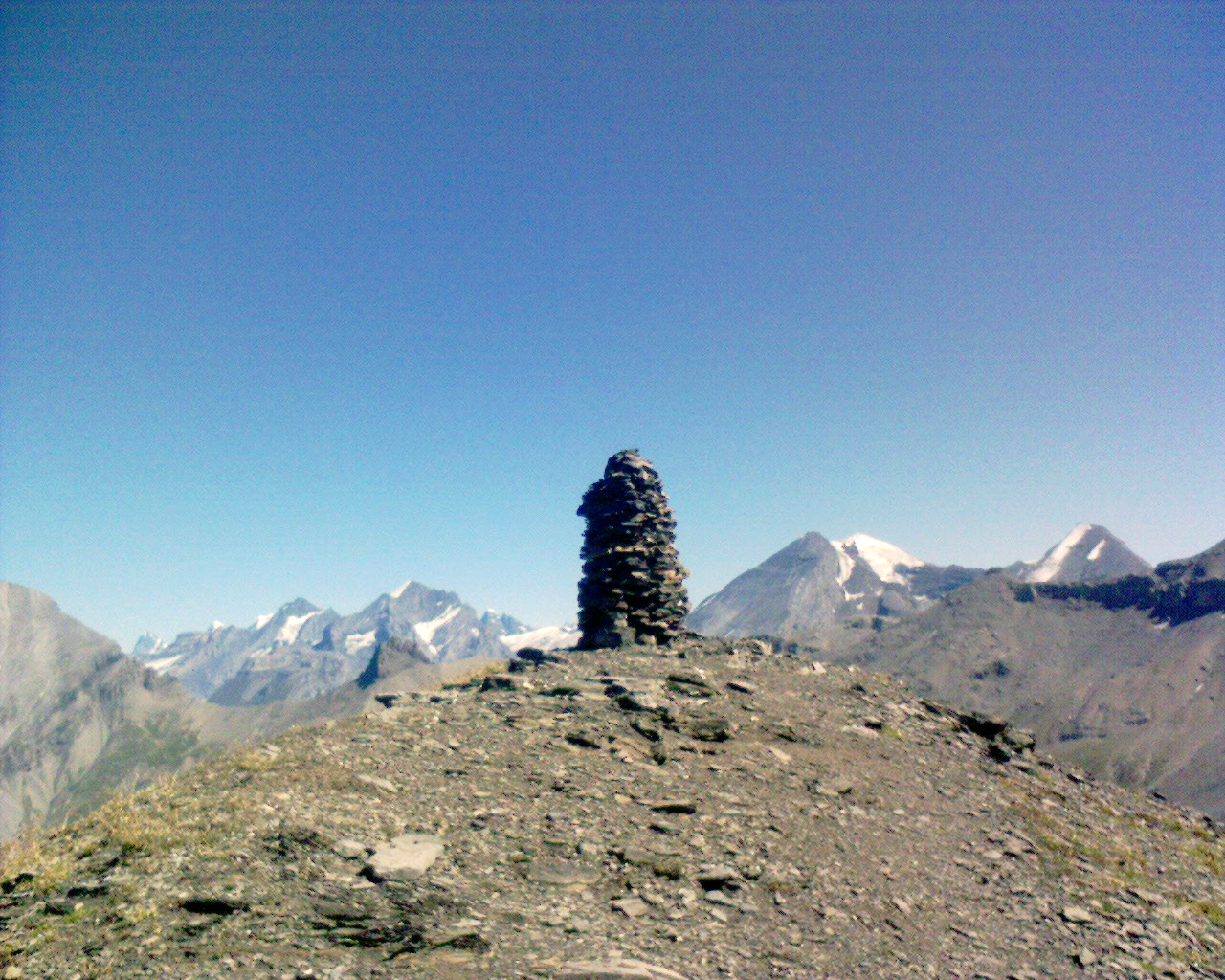
Vista della vetta in arrivo dalla Aeugi-Lowa
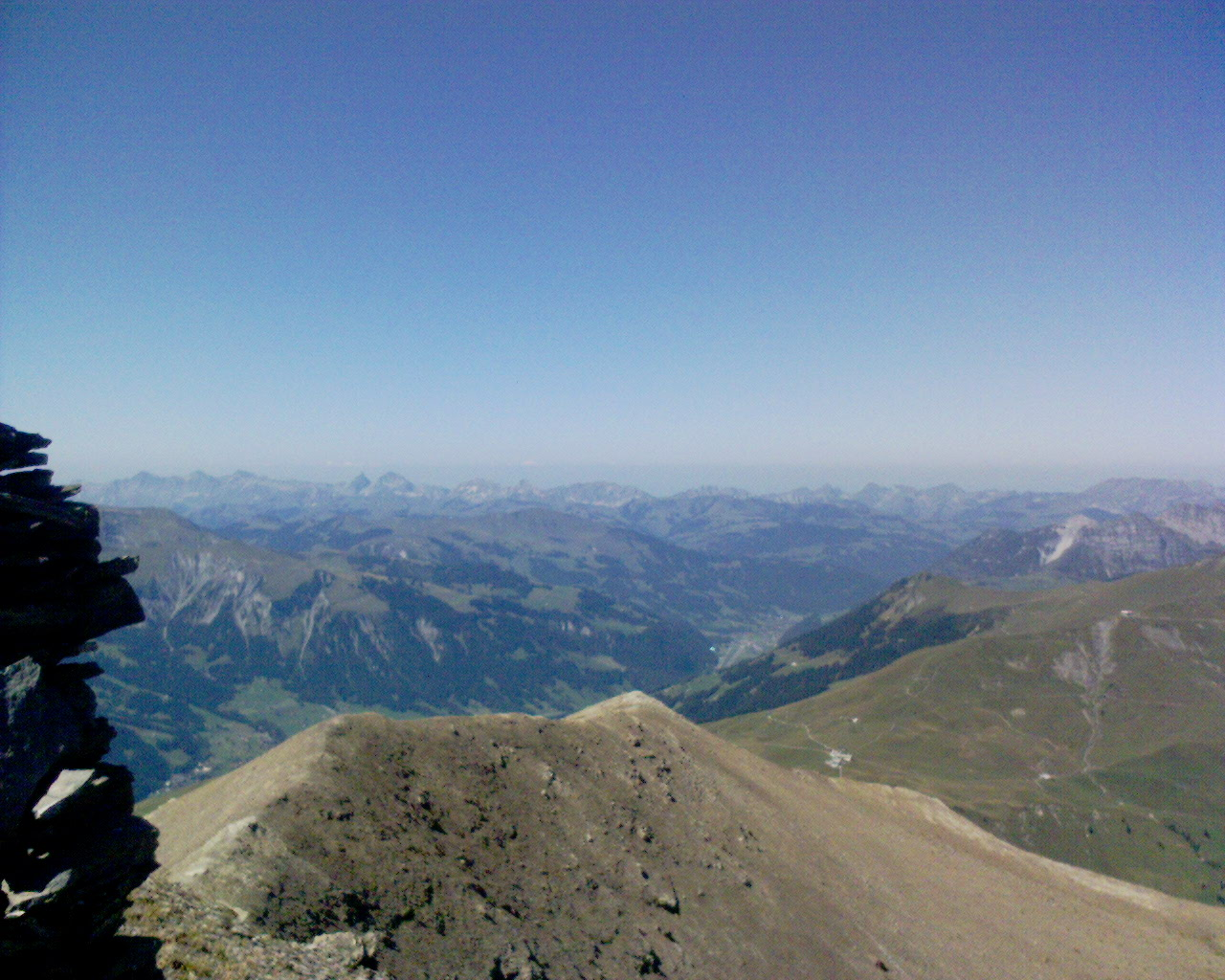
Panorama dalla vetta in direzione nord-ovest
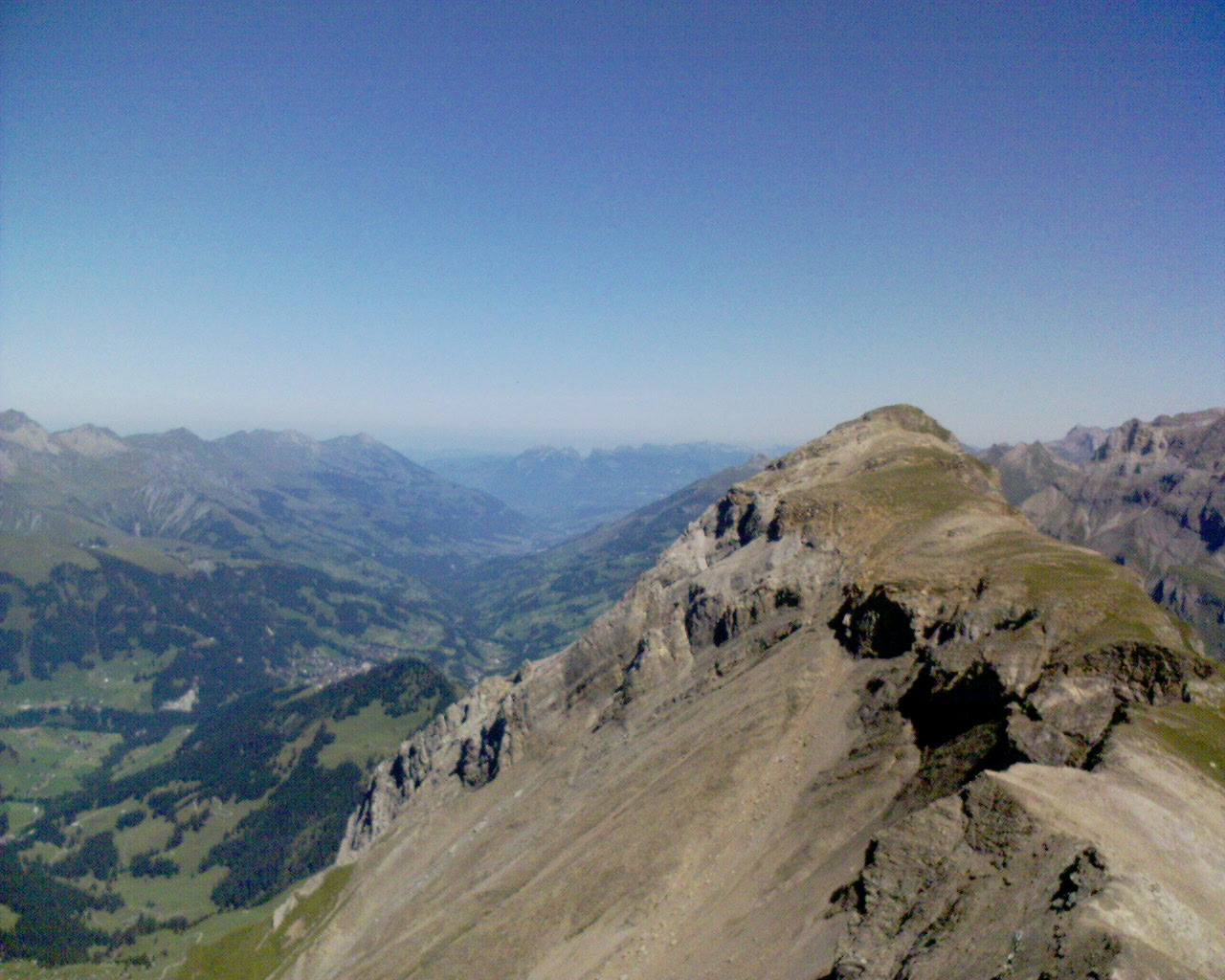
Panorama dalla vetta in direzione nord-est
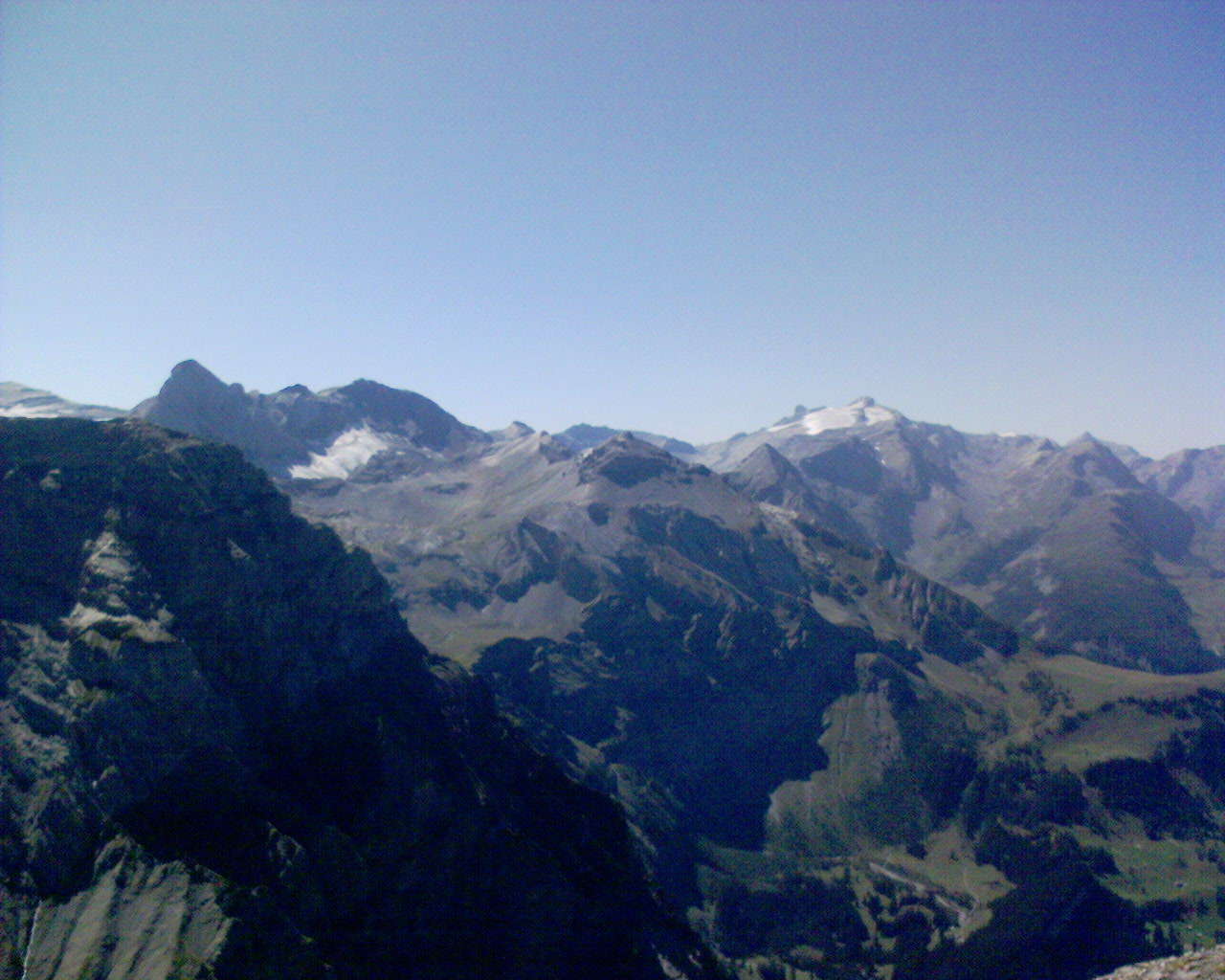
Panorama dalla vetta in direzione ovest
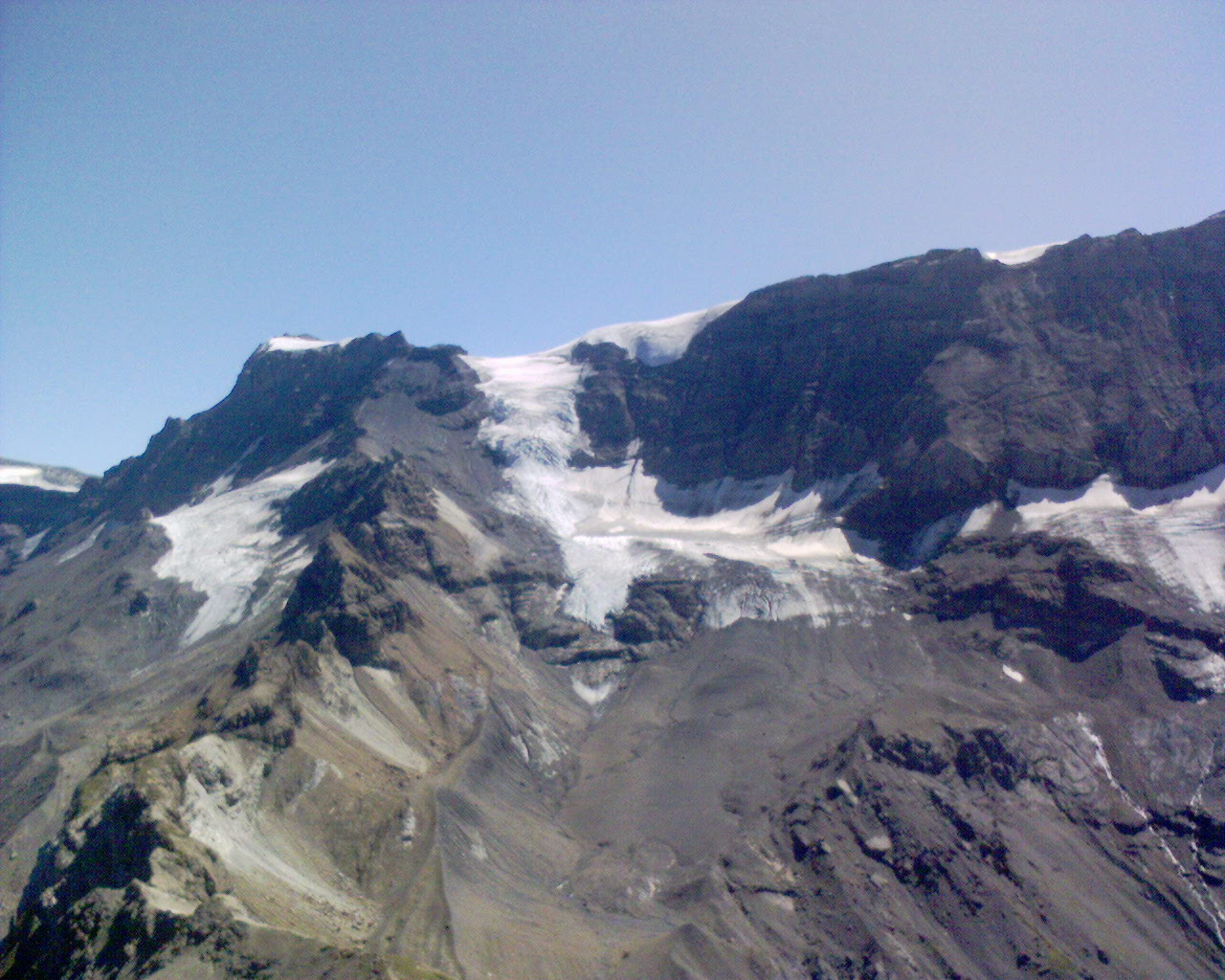
Panorama dalla vetta in direzione sud
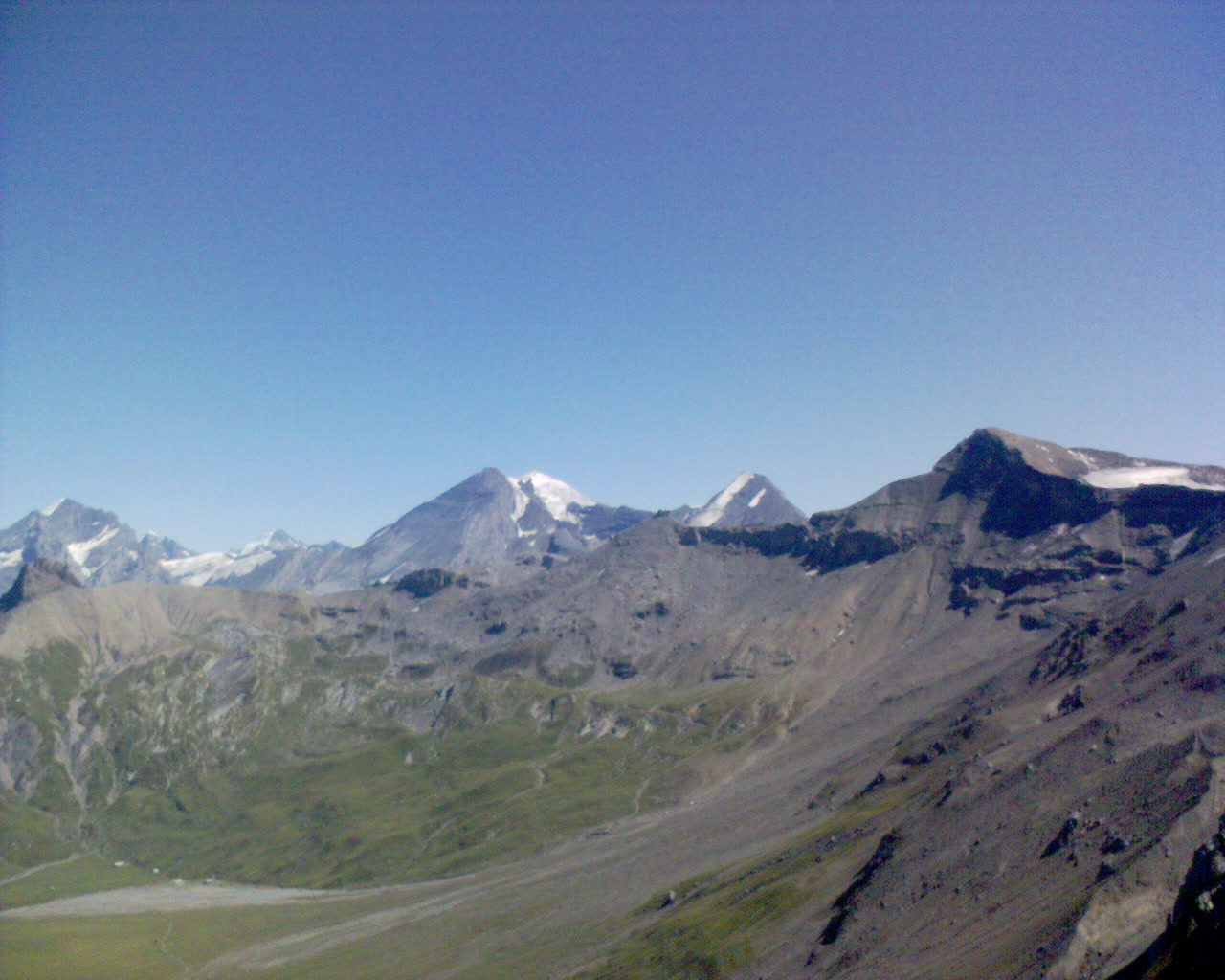
Panorama dalla vetta in direzione sud est, da sinistra si intravede il Tschingellochtighorn con alle spalle il Doldenhorn, quindi l'Altels (3629 m), il Balmhorn (3699 m), il Rinderhorn (3453m) e lo Steghorn (3146m).